# Henk Hellinga

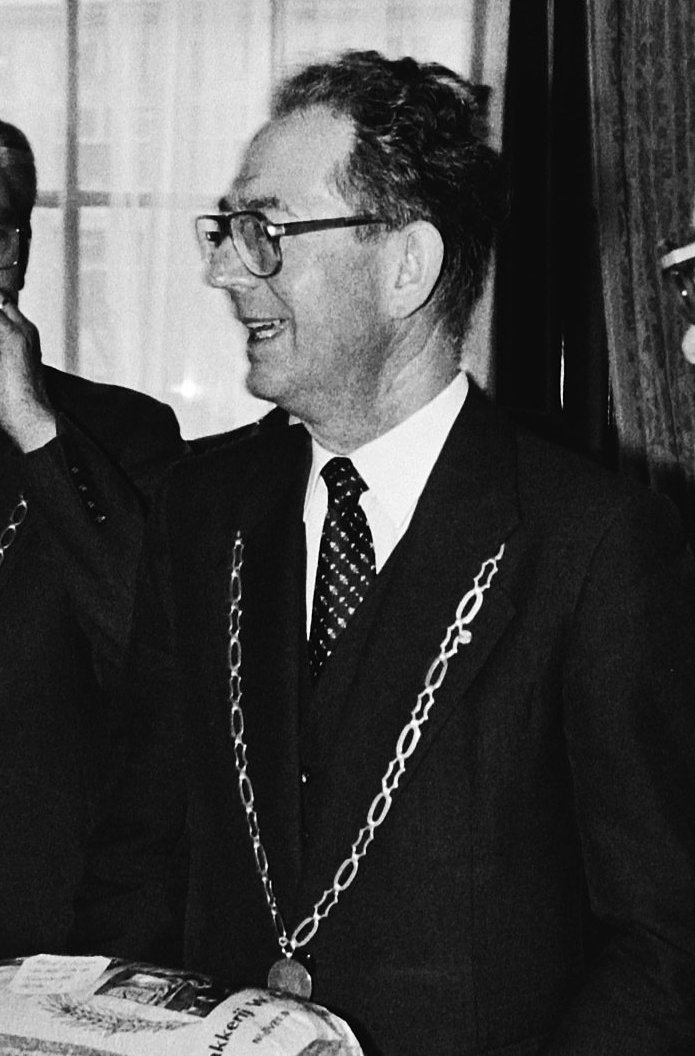
Henk Hellinga

Hendricus (Henk) Hellinga (Heiloo, 28 februari 1923 – Heerenveen, 1 november 1990) was een Nederlands politicus van de PvdA.
Na de ulo begon hij zijn ambtelijke loopbaan in 1939 als volontair bij de gemeente Broek op Langedijk tot die gemeente in 1941 fuseerde met buurgemeenten tot de nieuwe gemeente Langedijk waar hij klerk werd. Midden 1943 werd hij ontslagen vanwege zijn weigering zich bij de Nederlandse Arbeidsdienst (Arbeitseinsatz) aan te sluiten. Daarna was hij min of meer clandestien werkzaam bij de gemeente Wanneperveen. In 1946 ging hij als adjunct-commies werken bij de gemeentesecretarie van Opsterland waar hij het bracht tot hoofdcommies B. In december 1962 werd Hellinga benoemd tot burgemeester van Leeuwarderadeel en in februari 1969 volgde zijn benoeming tot burgemeester van Heerenveen. In 1981 gaf hij het lidmaatschap van de PvdA op na de oproep van partijvoorzitter Max van den Berg tot een demonstratie bij de Kerncentrale Dodewaard. Begin 1984 ging hij vervroegd met pensioen en eind 1990 overleed Hellinga op 67-jarige leeftijd.